# Clement von Franckenstein
Clement von Franckenstein (Sunninghill, 1944. május 28. – Los Angeles, Kalifornia, USA, 2019. május 9.) angol színész.

## Fontosabb filmjei
Mozifilmek
- Időről időre (Time After Time) (1979)
- Hat hét (Six Weeks) (1982)
- The Man Who Wasn't There (1983)
- Monaco mindörökké (Monaco Forever) (1984)
- KGB: The Secret War (1985)
- Mission Kill (1986)
- Kétes üzlet (The Boost)  (1988)
- Oroszlán szív (Lionheart) (1990)
- Felhők közül a nap (Shining Through) (1992)
- Jól áll neki a halál (Death Becomes Her) (1992)
- Gyújtóhatás (Live Wire) (1992)
- Amerikai nindzsa 5. (American Ninja 5) (1993)
- Robin Hood, a fuszeklik fejedelme (Robin Hood: Men in Tights) (1993)
- T-Force – Pusztításra programozva (T-Force) (1994)
- Szerelem a Fehér Házban (The American President) (1995)
- Esthajnalcsillag (The Evening Star) (1996)
- Jamaica Beat (1997)
- The Landlady (1998)
- Szakítópróba (Just Married) (2003)
- Rajtaütők (Command Performance) (2009)
- A jövő (The Future) (2011)
- Szédületes éjszaka (Take Me Home Tonight) (2011)
- Ötéves jegyesség (The Five-Year Engagement) (2012)
- Ave, Cézár! (Hail, Caesar!) (2016)

Tv-filmek
- A kalóz (The Pirate) (1978)
- Robbanó célpont (Fugitive X: Innocent Target) (1996)
- Fekete csillag (Introducing Dorothy Dandridge) (1999)
- Mikulásné kerestetik (Single Santa Seeks Mrs. Claus) (2004)
- Jane Doe: Igen, jól emlékszem (Jane Doe: Yes, I Remember It Well) (2006)
- Feketeszakáll és a Karib-tenger kalózai (Blackbeard) (2006)

Tv-sorozatok
- Egy rém rendes család (Married with Children) (1989, egy epizódban)
- Gyilkos sorok (Murder, She Wrote) (1992, egy epizódban)
- Miért éppen Alaszka? (Northern Exposure) (1994, egy epizódban)
- Titánok (Titans) (2000–2001, tíz epizódban)
- Sabrina, a tiniboszorkány (Sabrina, the Teenage Witch) (2002, egy epizódban)

## További információ
- Clement von Franckenstein a PORT.hu-n (magyarul)
- Clement von Franckenstein az Internetes Szinkronadatbázisban (magyarul)
- Clement von Franckenstein az Internet Movie Database-ben (angolul)
- Clement von Franckenstein a Rotten Tomatoeson (angolul)